# وایز بلاد
ناتالی مرینگ با نام هنری وایز بلاد (به انگلیسی: Weyes Blood؛ زادهٔ ۱۱ ژوئن ۱۹۸۸) خواننده، ترانه‌سرا و آهنگ‌ساز اهل ایالات متحده آمریکا است. او از سال ۲۰۱۰ میلادی تاکنون مشغول فعالیت بوده‌است.